# Dan Rowan
Daniel Hale "Dan" Rowan, född 22 juli 1922 i Beggs i Okmulgee County, Oklahoma, död 22 september 1987 i Englewood, Florida, var en amerikansk komiker och programledare. Rowan är känd för att tillsammans med Dick Martin ha varit programledare för humorprogrammet Rowan & Martin's Laugh-In åren 1968-1973.

## Filmografi i urval
- 1957-1969 – The Bob Hope Show (TV-serie)
- 1958 – Alla tiders gnägg
- 1960–1965 – The Ed Sullivan Show (TV-serie)
- 1966 – The Dean Martin Summer Show (TV-serie)
- 1966–1974 – The Dean Martin Show (TV-serie)
- 1966–1974 – The Merv Griffin Show (TV-serie)
- 1966–1967 – The Lucy Show (TV-serie)
- 1967–1973 – Rowan & Martin's Laugh-In (TV-serie)
- 1969 – The Carol Burnett Show (TV-serie)
- 1974–1976 – The Dean Martin Celebrity Roast (TV-serie)
- 1978 – Fantasy Island (TV-serie)
- 1978–1982 – Kärlek ombord (TV-serie)